# جون فيلبين
جون فيلبين (بالإنجليزية: John Philbin)‏ هو منتج أفلام وممثل أمريكي، ولد في 27 أبريل 1960 في الولايات المتحدة.

## أعمال

### أفلام
- (1991) نقطة فاصلة[4]

## وصلات خارجية
- جون فيلبين على موقع IMDb (الإنجليزية)
- جون فيلبين على موقع قاعدة بيانات الفيلم (الإنجليزية)